# Saladin Said
Saladin Said (Assosa, 29 de outubro de 1988) é um futebolista profissional etíope que atua como atacante.

## Carreira
Saladin Said representou o elenco da Seleção Etíope de Futebol no Campeonato Africano das Nações de 2013.
Said alcançou um feito inédito na temporada 2017, ao ser o primeiro etíope artilheiro da Champions Africana com 7 gols.